# Нежнурский
Нежнурский (горномар. Нежныр) — посёлок в Килемарском районе Республики Марий Эл. Входит в состав городского поселения Килемары.

## География
Находится в западной части республики Марий Эл на расстоянии приблизительно 26 км по прямой на запад-северо-запад от районного центра посёлка Килемары.

## История
Посёлок образован в 1957 году как лесоучасток для разработки обширного лесоповала, образовавшегося после урагана 1955 года. Уже в 1957 году на здесь насчитывалось 27 хозяйств. Транспортировка леса была организована сначала по реке Рутка, с 1961 года по построенной железной дороге на станцию Дубовая. В 1962 году в посёлке насчитывалось 138 дворов и 610 жителей, в 1967 541 человек, в 1974 128 хозяйств и 439 человек. Было открыто Нежнурское лесничество. В 1973 году лесоучасток был реорганизован в Нежнурский леспромхоз, в 1976 году он был ликвидирован, Нежнурский лесопункт передан был Волжскому леспромхозу, преобразованному затем в лесокомбинат, который в 1989 году прекратил деятельность. На территории посёлка действует Нежнурское лесничество, где работают 9 человек.

## Население
Население составляло 192 человека (русские 86 %) в 2002 году, 124 в 2010.